# جبل كسلا

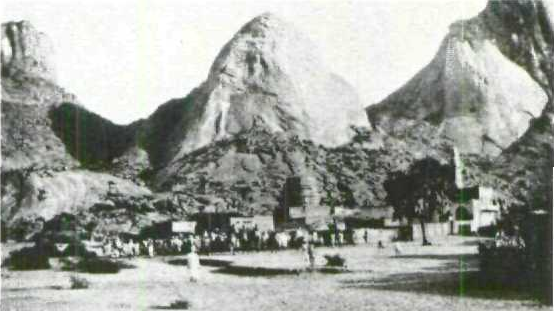
قرية الختمية في سفح جبل كسلا.

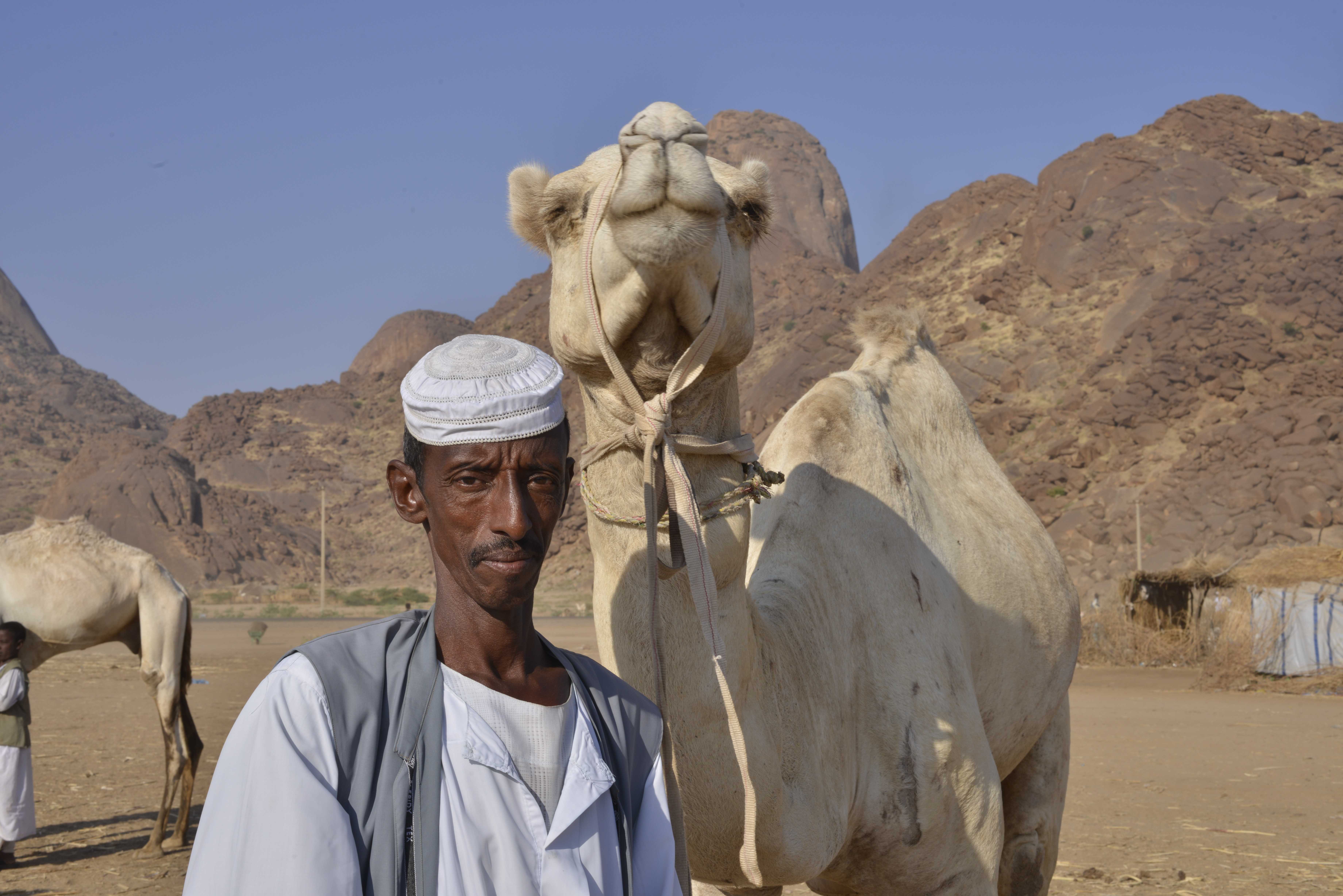
راعي إبل /منطقة شرقي جبل كسلا

جبل كسلا، من جبال السودان، يبلغ ارتفاعه 851 متراً، ويعتبر من الجبال الملساء، ويمثل النهاية التضاريسية الشرقية لمدينة كسلا. بينما يقع جبل مكرام، وجبال التاكا في الوسط، وخلف المدينة مباشرة. أما جبال توتيل فعلى الطرف.
ولتلك الجبال مسميات كثيرة، وإن كان يصعب التفريق بينها لتشابهها في العلو والشكل، فهناك (جبال التاكا، وجبال توتيل، وجبل أويتلا، وجبل البدوان، وجبل مكرام)، بينما تعني توتيل "نقاط الماء"، وقد أخذت الاسم من النبع الذي يتوسّطها، وأخذ الجبل حيزاً واسعاً من الأغاني السودانية، حيث تغنّى به الجميع، بخلاف أهل المنطقة، لما له من سحر، خاصة عند الغروب، عندما يعانق السماء بلونه البني الفاتح وصخوره الملساء.
وعلى أطراف الجبل، تتوزّع المقاهي فلكلورية النهج، تقدم الشاي والقهوة على الطريقة التقليدية للولاية للتعريف بتراثها، وهي تجمع حولها المئات من البشر، بعضهم قطع مسافات بعيدة وساعات سفر تتخطّى 8 ساعات لشرب القهوة والاستمتاع بمنظر الجبل. كما يتبارى أهل المنطقة في بيع المشغولات المحلية، من أواني الفخار والإكسسوارات المصنوعة من الخرز للزوار والسيّاح. 

## مر٢اجع
1. ↑  https://www.alaraby.co.u%5Bوصلة+مكسورة%5D